# AFI (альбом 2017 года)
AFI (также упоминается как The Blood Album) — десятый студийный альбом американской рок-группы AFI, изданный 20 января 2017 года лейблом Concord. Релиз альбома включает четыре лимитированных варианта оформления обложки и цвета винила, соответствующие каждому из четырёх участников AFI и связанные с каждой из четырёх групп крови (A, O, B и AB).
Названный некоторыми критиками альбомом возвращения, AFI увидел эксперименты группы в области пост-панка и новой волны, которые перекликались с побочными проектами группы, в частности Blaqk Audio и Dreamcar, в которых присутствовали элементы этих жанров. Альбом был отмечен сильным влиянием детства группы, в частности, таких групп, как Morrissey, Echo and The Bunnymen, The Cure и Joy Division. Решение пойти по этому пути вызвало как одобрение, так и критику со стороны современных музыкальных критиков. Некоторые критики считали, что это направление ознаменовало один из самых амбициозных альбомов AFI, в то время как другие полагали, что это был осторожный шаг, направленный на привлечение массовой аудитории.
В коммерческом плане AFI стал самым успешным домашним альбомом группы со времён Decemberunderground, дебютировав на 5 месте в Billboard 200 с 29 000 эквивалентных альбомных единиц. Это был третий альбом группы, дебютировавший в пятёрке лучших в Billboard 200, и он сравнялся с Sing the Sorrow как второй самый успешный дебютный альбом AFI в США. В Австралии AFI дебютировали на 12 месте в чартах ARIA, став самым сильным релизом со времён альбома Decemberunderground. В Канаде и Великобритании альбом продавался не так хорошо, как предыдущие работы.

## Об альбоме
В интервью Aggressive Tendencies в июне 2016 года Джейд Пьюджет подтвердила, что AFI начали работу над новым материалом для своего десятого студийного альбома, но предпочла не раскрывать более подробную информацию о нём, включая дату выхода. Для альбома было написано около 60 песен.
Альбом был записан на студии Megawatt Recording в районе Вэлли-Виллидж в Лос-Анджелесе, основным продюсером выступил Джейд Пьюджет, а сопродюсером — Мэтт Хайд. Хайд занимался записью, а Марсель Фернандес и Томас Белье — дополнительным инжинирингом. Хайд смикшировал записи, а затем альбом был сведен Томом Бейкером в студии Baker Mastering.

## Отзывы
| Совокупная оценка    | Совокупная оценка |
| Источник             | Оценка            |
| -------------------- | ----------------- |
| AnyDecentMusic?      | 6.7/10            |
| Metacritic           | 77/100            |
| Оценки критиков      |                   |
| Источник             | Оценка            |
| AllMusic             | [ 1 ]             |
| Alternative Press    | [ 13 ]            |
| The A.V. Club        | B+                |
| Clash Music          | [ 15 ]            |
| Classic Rock         | [ 16 ]            |
| Consequence of Sound | C+                |
| Drowned in Sound     | 7/10              |
| Exclaim!             | 6/10              |
| Kerrang!             | [ 20 ]            |
| Pitchfork            | 5.0/10            |

AFI были хорошо приняты большинством современных музыкальных критиков. На сайте-агрегаторе рецензий Metacritic, который нормирует музыкальные рейтинги, AFI получили средний балл 77 из 100, что означает «в целом благоприятные отзывы 14 критиков». На AnyDecentMusic, AFI получили среднюю оценку 6,7/10 на основе 10 отзывов современных музыкальных критиков. Большинство критиков, которые хвалили альбом, восхищались амбициями группы испытать воды пост-панка и новой волны, в то время как критики, которые отрицательно отзывались об альбоме, считали, что он слишком сильно отклонился от раннего звучания группы, и казался безвкусным и предсказуемым.
В статье журнала Kerrang! сотрудники дали пять звезд из пяти, заявив: «Вам лучше приготовиться к составлению списка „Лучшие альбомы 2017 года“ — появился серьезный претендент». В своем списке, составленном в конце года, Kerrang! назвал AFI 13-м лучшим альбомом 2017 года. Энни Залески, написавшая для The A.V. Club, высоко оценила альбом и сказала, что группа почувствовала себя «обновленной» и «помолодевшей», похвалив глэм-рок и джангл-поп, на которые повлияли Моррисси и Echo and The Bunnymen, и заявив, что AFI «не изобретает колесо, да это и не нужно: Эта пластинка показывает, что участники AFI глубоко привержены движению вперед и остаются такими же зажигательными сейчас, как и 25 лет назад». Залески поставил альбому оценку B+.
Как и Залески, Нил Юенг из Allmusic похвалил амбиции группы, заявив, что «здесь достаточно всего, чтобы доказать, что после Nitro AFI стали лучше и сильнее, не боясь продолжать продвигать свой звук с каждым релизом». Юенг сравнил творчество AFI с работами The Cure, Joy Division и Depeche Mode. Юенг дал альбому четыре звезды из пяти.
Меган Роос, пишущая для Consequence of Sound, считает, что в альбоме были сильные моменты, но в конечном итоге он слишком сильно пытался понравиться всем. Роос была разочарована в первую очередь тем, что альбом не так сильно затрагивает их хардкор-панк и хоррор-панк корни. Роос сказал, что «альбом не то чтобы плох — в нем есть потенциальные хит-парады и горько-сладкие моменты, которые заставят фанатов ностальгировать по ранним панковским дням группы». Роос резюмировал, что AFI чувствовали себя слишком безопасно и осторожно, «они выбрали убежище мейнстрима, предсказуемое — хотя и разочаровывающее — решение».

## Список композиций
| №                   | Название                        | Длительность |
| ------------------- | ------------------------------- | ------------ |
| 1.                  | «Dark Snow»                     | 3:17         |
| 2.                  | «Still a Stranger»              | 2:49         |
| 3.                  | «Aurelia»                       | 2:54         |
| 4.                  | «Hidden Knives»                 | 2:56         |
| 5.                  | «Get Hurt»                      | 3:44         |
| 6.                  | «Above the Bridge»              | 3:28         |
| 7.                  | «So Beneath You»                | 3:19         |
| 8.                  | «Snow Cats»                     | 3:20         |
| 9.                  | «Dumb Kids»                     | 2:40         |
| 10.                 | «Pink Eyes»                     | 3:28         |
| 11.                 | «Feed from the Floor»           | 4:09         |
| 12.                 | «White Offerings»               | 2:50         |
| 13.                 | «She Speaks the Language»       | 4:01         |
| 14.                 | «The Wind That Carries Me Away» | 3:38         |
| Общая длительность: | Общая длительность:             | 46:34        |

## Участники записи
- Дэйви Хэвок — вокал
- Джейд Пьюджет — гитара
- Хантер Бёрган — бас-гитара
- Адам Карсон — ударные

## Чарты
| Чарт (2017)                              | Высшая позиция |
| ---------------------------------------- | -------------- |
| Австралия (ARIA)                         | 12             |
| Бельгия/Фландрия (Ultratop)              | 200            |
| Канада (Canadian Albums Chart)           | 20             |
| Новая Зеландия Heatseekers Albums (RMNZ) | 1              |
| Шотландия (Scottish Albums Chart)        | 61             |
| Великобритания (UK Albums Chart)         | 69             |
| США (Billboard 200)                      | 5              |
| США (Billboard Digital Albums)           | 2              |
| США (Billboard Top Album Sales)          | 65             |
| США (Billboard Top Alternative Albums)   | 1              |
| США (Billboard Top Hard Rock Albums)     | 1              |
| США (Billboard Top Rock Albums)          | 2              |
| США (Billboard Top Tastemaker Albums)    | 3              |
| США (Billboard Vinyl Albums)             | 2              |